# Нижнеусцелёмово
Нижнеусцелёмово — село в Уйском районе Челябинской области России. Административный центр Нижнеусцелемовского сельского поселения.

## География
Расстояние до районного центра села Уйского 12 км.

## Население
| 2002 | 2010 |
| ---- | ---- |
| 783  | ↘757 |

По данным Всероссийской переписи, в 2010 году численность населения села составляла 757 человек (355 мужчин и 402 женщины).

## Улицы
Уличная сеть села состоит из 13 улиц.